# VC Olympia
VC Olympia – niemiecki klub siatkarski z Berlina.
Założony został w 1993 roku. Od sezonu 2010/2011 występuje w 1. Bundeslidze. Od nazwy sponsora klub przyjął nazwę Zurich Team VCO Berlin. Zadaniem klubu VC Olympia jest szkolenie młodych zawodników, którzy mają możliwość rozgrywania meczów w 1. Bundeslidze. W fazie zasadniczej drużyna występuje na tych samych zasadach jak reszta zespołów, jednak nie uczestniczy ani w fazie play-off, ani w fazie play-out.